# George de Hevesy
George Charles de Hevesy (nascido Hevesy György, também conhecido como Georg Karl von Hevesy) (Budapeste, 1 de agosto de 1885 — 5 de julho de 1966), foi um físico-químico húngaro que ajudou no desenvolvimento dos chamados "traçadores radioativos", utilizados para estudar processos químicos, como exemplo o metabolismo dos animais. Por esta descoberta, recebeu o Nobel de Química de 1943.

## Biografia
Hevesy György nasceu em Budapeste, Hungria, filho de um rico e enobrecido húngaro judeu.
Quando a Alemanha invadiu a Dinamarca na Segunda Guerra Mundial, ele dissolveu o ouro dos Prêmios Nobel de Max von Laue e James Franck em água régia para evitar que os nazistas os roubassem. Ele deixou a solução resultante em uma prateleira em seu laboratório no Instituto Niels Bohr. Após a guerra, ele retornou e encontrou a solução intacta, e precipitou o ouro dissolvido no ácido. A Nobel Society recompôs então os Prêmios usando o ouro original.
Em 1923 Hevesy foi o co-descobridor do elemento háfnio, junto com Dirk Coster.
George de Hevesy casou-se com Pia Riis em 1924, com a qual teve 1 filho e 3 filhas. Hevesy morreu em 1966 com 80 anos de idade e foi enterrado no Cemitério de Kerepesi em Budapeste, Hungria.